# II. Jaroszláv kijevi nagyfejedelem
II. Jaroszláv Izjaszlavics, a keresztségben Ioann (oroszul: Ярослав Изяславич), (1132 k. – 1180) kijevi nagyfejedelem 1174-től 1175-ig, valamint Turov (1146), Novgorod (1148-1154) és Luck (1157-től) fejedelme.

## Ifjúsága
Jaroszláv II. Izjaszláv nagyfejedelem és felesége, a német Agnessa von Staufen második fia volt. Miután apja 1146-ban elfoglalta a kijevi trónt, elvette a Turovi fejedelemséget nagybátyjától, Vjacseszlávtól és saját fiát, Jaroszlávot ültette a helyére. 1148-ban Novgorodot kapta meg, ahonnan a nép 1154-ben elűzte. Ezután Luckot kormányozta.  
Izjaszláv 1154-es halála után fiai, Msztyiszláv és Jaroszláv vetélkedtek Jurij Dolgorukijjal a hatalomért. 1155-ben Jurij hada sikertelenül ostromolta Luckot, ezután a felek egymás birtokait elismerve békét kötöttek. 
1166-ban az akkori nagyfejedelem felhívására részt vett az orosz hercegek kunok elleni nagy hadjáratában. 

## Harc a nagyfejedelmi trónusért
Miután bátyja, Msztyiszláv 1170-ben meghalt, Jaroszláv lett a kijevi trón egyik lehetséges várományosa. Gleb nagyfejedelem 1171-es halála után Kijevért Andrej Bogoljubszkij és a szmolenszki Rosztyiszlavicsok (Roman és Rurik) küzdöttek. Hogy megerősítsék pártjukat, a szmolenszkiek Jaroszláv mögé álltak, és miután elfogták Bogoljubszkij jelöltjét, 1173-ban segítségükkel Jaroszláv nagyfejedelem lett. 
Jaroszláv korábban ígéretet tett a csernyigovi Szvjatoszláv hercegnek, hogy támogatásáért cserébe területeket ad át neki a közvetlenül Kijev alá tartozó birtokokból, de miután trónra került, ígéretét nem tartotta meg. A csernyigovi fejedelem ezért seregével Kijev alá vonult, mire Jaroszláv Luckba menekült, hátrahagyva feleségét, fiát és kincstárát. Szvjatoszláv csak egy rövid ideig tartózkodott Kijevben, mert otthoni birtokait Novgorod Szeverszkij hercege fenyegette. Miután megtudta, hogy ellensége eltávozott és családtagjait túszként magával hurcolta, Jaroszláv visszatért a fővárosba és bosszúból, hogy nem védték meg családját, fosztogatni kezdte a kijevi lakosok házait, nem kímélve a templomokat és kolostorokat sem. A nagyfejedelem ezután kiváltotta családját és békét kötött Csernyigovval. 
1174-ben Andrej Bogoljubszkij meghalt és érezhető volt, hogy a szmolenszki Rosztyiszlavicsoknak nincs többé szükségük Jaroszlávra. Mivel a kijevi nép is gyűlölte őt, Jaroszláv inkább békében lemondott, átadta a trónt Roman Rosztyiszlavicsnak, maga pedig visszatért Luckba. A krónikák többé nem említik a nevét, de 1180-ban már fiairól, Ingvarról és Vszevolodról írnak, ezért a történészek 1180-ra teszik a fejedelem halálát. 

## Családja
Jaroszláv Izjaszlavics 1149-ben vette feleségül II. Ulászló király ismeretlen nevű lányát. Gyermekeik:
- Ingvar (kb. 1152 – 1220), kijevi nagyfejedelem
- Vszevolod, dorogobuzsi fejedelem
- Izjaszláv (†1195), sumszki fejedelem
- Msztyiszláv (†1226), pereszopnyicai és lucki fejedelem

## Fordítás
- Ez a szócikk részben vagy egészben  a(z)   Ярослав Изяславич című orosz Wikipédia-szócikk ezen változatának fordításán alapul.  Az eredeti cikk szerkesztőit annak laptörténete sorolja fel. Ez a jelzés csupán a megfogalmazás eredetét és a szerzői jogokat jelzi, nem szolgál a cikkben szereplő információk forrásmegjelöléseként.

## Kapcsolódó szócikk
- Kijevi nagyfejedelmek családfája

| Előző uralkodó: III. Szvjatoszláv | Kijevi nagyfejedelem 1174 – 1175 | Következő uralkodó: I. Roman |